# Lee Carsley
Lee Kevin Carsley (sinh ngày 28 tháng 2 năm 1974) là một huấn luyện viên và cựu cầu thủ bóng đá chuyên nghiệp. Ông hiện đang là huấn luyện viên trưởng của Đội tuyển bóng đá U-21 quốc gia Anh và là huấn luyện viên tạm quyền của Đội tuyển bóng đá quốc gia Anh.
Carsley chơi ở vị trí tiền vệ phòng ngự trong sự nghiệp cầu thủ kéo dài 17 năm của mình trong màu áo các câu lạc bộ Premier League và Football League như Derby County, Blackburn Rovers, Coventry City, Everton và Birmingham City. Sinh ra tại Birmingham, Anh, Carsley đã từng chơi trong màu áo đội tuyển quốc gia Cộng hòa Ireland và đã tham dự FIFA World Cup 2002.
Sau khi giải nghệ vào năm 2011, Carsley bắt đầu sự nghiệp huấn luyện viên tại Coventry City. Ông giữ vai trò huấn luyện viên đội trẻ tại các câu lạc bộ Coventry, Brentford, Manchester City và Birmingham City với tư cách là huấn luyện viên tạm quyền của đội một. Carsley gia nhập đội trẻ Anh với tư cách là huấn luyện viên chuyên gia vào năm 2015 trước khi được bổ nhiệm làm huấn luyện viên trưởng của U-20 Anh vào năm 2020. Vào năm 2021, ông được thăng chức lên làm huấn luyện viên tuyển U-21 Anh và dẫn dắt đội giành vô địch Giải vô địch bóng đá U-21 châu Âu 2023.

## Sự nghiệp quốc tế

### Đội tuyển quốc gia cấp độ trẻ
Carsley đủ điều kiện tham gia đội tuyển quốc gia Cộng hòa Ireland thông qua bà của ông, người đến từ Dunmanway, quận Cork. Ông đã ra mắt ở các đấu trường quốc tế với đội U-21 trong trận thua 3–1 tại vòng loại Giải vô địch U-21 châu Âu năm 1996 trước U-21 Bồ Đào Nha vào ngày 14 tháng 11 năm 1995. Bên cạnh đó, ông đã chơi trong màu áo đội B trong một trận đấu với Liên đoàn Ireland XI 18 tháng sau đó.

### Đội tuyển quốc gia
Carsley lần đầu khoác áo đội tuyển quốc gia Cộng hòa Ireland trong trận hòa 1–1 tại vòng loại World Cup 1998 với România vào ngày 11 tháng 10 năm 1997. Ông chơi trong hai trận thua chung cuộc 3–2 sau hai lượt trận trước Bỉ tại vòng play-off. Ông là cầu thủ thường xuyên ra sân trong nỗ lực không thành công của Ireland để lọt qua vòng loại Euro 2000, khi Ireland để hòa 1–1 với Thổ Nhĩ Kỳ vào ngày 13 tháng 11 năm 1999. Mặc dù chỉ ra sân trong bốn trận đấu trong 20 tháng trước đó và chỉ một trận vòng loại World Cup 2002, Carsley vẫn được huấn luyện viên Mick McCarthy chọn vào đội hình tham dự World Cup 2002. Ông đã ra sân một lần trong World Cup với tư cách là cầu thủ dự bị muộn cho Mark Kinsella trong chiến thắng 3–0 ở vòng bảng trước Ả Rập Xê Út.

## Sự nghiệp huấn luyện viên

### Học viện Manchester City
Carsley được bổ nhiệm làm huấn luyện viên đội U-18 Manchester City vào ngày 3 tháng 8 năm 2016. Ông đã có một mùa giải 2016–17 thành công khi giành chức vô địch cùng đội tại Giải hạng Bắc của Professional Development League và vào Chung kết FA Youth Cup năm 2017. Carsley rời học viện vào tháng 6 năm 2017.

### Nhiệm kỳ thứ hai tại Coventry City
Sau khi Coventry City sa thải huấn luyện viên Andy Thorn vào ngày 26 tháng 8 năm 2012, Carsley và Richard Shaw đã tiếp quản vị trí huấn luyện viên tạm quyền trước khi Mark Robins được bổ nhiệm làm huấn luyện viên trưởng vào ngày 19 tháng 9. Trong mùa giải đó, Carsley đã đảm nhiệm vị trí huấn luyện viên tạm quyền khi Robins rời câu lạc bộ vào ngày 14 tháng 2 năm 2013 cho đến khi Steven Pressley được bổ nhiệm vào ngày 8 tháng 3.

### Birmingham City
Vào ngày 23 tháng 6 năm 2017, Carsley trở lại Birmingham City để đảm nhiệm vai trò huấn luyện viên phát triển chuyên môn chính. Sau khi huấn luyện viên Harry Redknapp bị sa thải vào ngày 16 tháng 9 năm 2017, Carsley được bổ nhiệm làm huấn luyện viên tạm quyền của đội một. Ông có một trận thắng, một trận hòa và một trận thua trong ba trận đấu nắm quyền. Sau đó, ông chuyển sang làm trợ lý cho huấn luyện viên mới Steve Cotterill vào ngày 29 tháng 9. Ông đã theo chân Cotterill rời câu lạc bộ sau khi Cotterill bị sa thải vào tháng 3 năm 2018.

### U-20 Anh
Vào tháng 9 năm 2020, Carsley được bổ nhiệm làm huấn luyện viên trưởng của U-20 Anh. Ông đã cầm quyền đội trong hai trận đấu trong mùa giải 2020–21, một trận thắng giao hữu 2–0 trước U-20 xứ Wales và một trận thua giao hữu 3–1 trước U-20 Aston Villa. Carsley làm huấn luyện viên U-20 Anh cho đến tháng 7 năm 2021.

### U-21 Anh
Carsley được bổ nhiệm làm huấn luyện viên trưởng của U-21 Anh vào ngày 27 tháng 7 năm 2021. Vào ngày 8 tháng 7 năm 2023, ông đã giành chức vô địch Giải vô địch U-21 châu Âu cùng U-21 Anh khi đánh bại U-21 Tây Ban Nha với tỷ số 1–0 trong trận chung kết. Đội tuyển U-21 Anh giành danh hiệu đầu tiên tại giải đấu này kể từ năm 1984.

### Đội tuyển bóng đá quốc gia Anh
Vào ngày 9 tháng 8 năm 2024, Carsley được bổ nhiệm làm huấn luyện viên trưởng tạm quyền của đội tuyển bóng đá quốc gia Anh sau khi Gareth Southgate từ chức. Ông giành chiến thắng đầu tiên cùng đội tuyển quốc gia Anh trong trận thắng 2–0 trước Cộng hòa Ireland tại UEFA Nations League vào ngày 8 tháng 9 năm 2024.

## Cuộc sống cá nhân
Carsley sinh ngày 28 tháng 2 năm 1974 tại Birmingham và lớn lên ở Sheldon, một thị trấn ở phía đông Birmingham. Ông từng theo học Trường trung học Cockshut Hill ở Yardley. Carsley và vợ của ông, Louisa, sống ở Kenilworth với ba đứa con của họ. Con trai lớn của ông, Callum, là một cựu cầu thủ bóng đá đã từng chơi ở vị trí hậu vệ cho Reading United. Tính đến năm 2024, Callum là trợ lý giám đốc kỹ thuật tại Birmingham City. Carsley là người bảo trợ của Nhóm hỗ trợ hội chứng Down Solihull, nơi mà gia đình Carsley tích cực tham gia vì đứa con trai thứ hai của họ mắc phải hội chứng đó.

## Thống kê sự nghiệp

### Thống kê sự nghiệp cầu thủ
| Câu lạc bộ          | Mùa giải            | Giải vô địch        | Giải vô địch | Giải vô địch | Cúp quốc gia | Cúp quốc gia | Cúp Liên đoàn | Cúp Liên đoàn | Khác | Khác | Tổng cộng | Tổng cộng |
| Câu lạc bộ          | Mùa giải            | Hạng đấu            | Trận         | Bàn          | Trận         | Bàn          | Trận          | Bàn           | Trận | Bàn  | Trận      | Bàn       |
| ------------------- | ------------------- | ------------------- | ------------ | ------------ | ------------ | ------------ | ------------- | ------------- | ---- | ---- | --------- | --------- |
| Derby County        | 1994–95             | First Division      | 23           | 2            | 1            | 0            | 4             | 0             | 3    | 0    | 31        | 2         |
| Derby County        | 1995–96             | First Division      | 35           | 1            | 0            | 0            | 2             | 0             | —    | —    | 37        | 1         |
| Derby County        | 1996–97             | Premier League      | 24           | 0            | 4            | 0            | 2             | 0             | —    | —    | 30        | 0         |
| Derby County        | 1997–98             | Premier League      | 34           | 1            | 2            | 0            | 2             | 0             | —    | —    | 38        | 1         |
| Derby County        | 1998–99             | Premier League      | 22           | 1            | 5            | 0            | 3             | 0             | —    | —    | 30        | 1         |
| Derby County        | Tổng cộng           | Tổng cộng           | 138          | 5            | 12           | 0            | 13            | 0             | 3    | 0    | 166       | 5         |
| Blackburn Rovers    | 1998–99             | Premier League      | 8            | 0            | —            | —            | —             | —             | —    | —    | 8         | 0         |
| Blackburn Rovers    | 1999–2000           | First Division      | 30           | 10           | 4            | 1            | 0             | 0             | —    | —    | 34        | 11        |
| Blackburn Rovers    | 2000–01             | First Division      | 8            | 0            | —            | —            | 4             | 1             | —    | —    | 12        | 1         |
| Blackburn Rovers    | Tổng cộng           | Tổng cộng           | 46           | 10           | 4            | 1            | 4             | 1             | —    | —    | 54        | 12        |
| Coventry City       | 2000–01             | Premier League      | 21           | 2            | 2            | 0            | —             | —             | —    | —    | 23        | 2         |
| Coventry City       | 2001–02             | First Division      | 26           | 2            | 1            | 0            | 2             | 1             | —    | —    | 29        | 3         |
| Coventry City       | Tổng cộng           | Tổng cộng           | 47           | 4            | 3            | 0            | 2             | 1             | —    | —    | 52        | 5         |
| Everton             | 2001–02             | Premier League      | 8            | 1            | —            | —            | —             | —             | —    | —    | 8         | 1         |
| Everton             | 2002–03             | Premier League      | 24           | 3            | 1            | 0            | 2             | 0             | —    | —    | 27        | 3         |
| Everton             | 2003–04             | Premier League      | 21           | 2            | 2            | 0            | 2             | 0             | —    | —    | 25        | 2         |
| Everton             | 2004–05             | Premier League      | 36           | 4            | 3            | 0            | 2             | 1             | —    | —    | 41        | 5         |
| Everton             | 2005–06             | Premier League      | 5            | 0            | 1            | 0            | 0             | 0             | 0    | 0    | 6         | 0         |
| Everton             | 2006–07             | Premier League      | 38           | 1            | 1            | 0            | 3             | 0             | —    | —    | 42        | 1         |
| Everton             | 2007–08             | Premier League      | 34           | 1            | 1            | 0            | 5             | 0             | 9    | 0    | 49        | 1         |
| Everton             | Tổng cộng           | Tổng cộng           | 166          | 12           | 9            | 0            | 14            | 1             | 9    | 0    | 198       | 13        |
| Birmingham City     | 2008–09             | Championship        | 41           | 2            | 1            | 0            | 2             | 0             | —    | —    | 44        | 2         |
| Birmingham City     | 2009–10             | Premier League      | 7            | 0            | 1            | 0            | 1             | 1             | —    | —    | 9         | 1         |
| Birmingham City     | Tổng cộng           | Tổng cộng           | 48           | 2            | 2            | 0            | 3             | 1             | —    | —    | 53        | 3         |
| Coventry City       | 2010–11             | Championship        | 25           | 0            | 0            | 0            | 0             | 0             | —    | —    | 25        | 0         |
| Tổng cộng sự nghiệp | Tổng cộng sự nghiệp | Tổng cộng sự nghiệp | 470          | 33           | 30           | 1            | 36            | 4             | 12   | 0    | 548       | 38        |

1. ↑  Bao gồm FA Cup
2. ↑  Bao gồm EFL Cup
3. ↑  Ra sân tại Anglo-Italian Cup
4. ↑  Ra sân tại UEFA Cup

### Thống kê sự nghiệp huấn luyện viên
Tính đến 10 tháng 10 năm 2024
| Đội                         | Từ                  | Đến                  | Thống kê | Thống kê | Thống kê | Thống kê | Thống kê |
| Đội                         | Từ                  | Đến                  | Trận     | T        | H        | B        | % thắng  |
| --------------------------- | ------------------- | -------------------- | -------- | -------- | -------- | -------- | -------- |
| Coventry City (tạm quyền)   | 26 tháng 8 năm 2012 | 19 tháng 9 năm 2012  | 6        | 1        | 1        | 4        | 016,67   |
| Coventry City (tạm quyền)   | 14 tháng 2 năm 2013 | 8 tháng 3 năm 2013   | 5        | 3        | 0        | 2        | 060,00   |
| Brentford                   | 28 tháng 9 năm 2015 | 30 tháng 11 năm 2015 | 10       | 5        | 2        | 3        | 050,00   |
| Birmingham City (tạm quyền) | 16 tháng 9 năm 2017 | 2 tháng 10 năm 2017  | 3        | 1        | 1        | 1        | 033,33   |
| U-20 Anh                    | 24 September 2020   | 27 July 2021         | 2        | 1        | 0        | 1        | 050,00   |
| U-21 Anh                    | 27 July 2021        | Present              | 29       | 23       | 1        | 5        | 079,31   |
| Anh (tạm quyền)             | 9 tháng 8 năm 2024  | nay                  | 3        | 2        | 0        | 1        | 066,67   |
| Tổng cộng                   | Tổng cộng           | Tổng cộng            | 58       | 36       | 5        | 17       | 062,07   |

1. ↑  Carsley cầm quyền trận đấu cuối cùng cho Birmingham City trong trận thua ngày 30 tháng 9. Steve Cotterill được bổ nhiệm sau trận đấu đó và trang web Soccerbase không quy kết trận thua này cho Carsley.[21]